# Steven Chu
Steven Chu (* 28. února 1948 St. Louis, Missouri, USA) je americký experimentální fyzik.
Známým se stal v roce 1997, když mu byla udělena Nobelova cena za fyziku za jeho výzkum v oblasti ochlazování a zachytávání atomů plynů za pomoci laserových svazků. Jeho současný výzkum se zaměřuje hlavně na studium biologických systémů na molekulární úrovni. V současné době je profesorem fyziky a molekulární a buněčné biologie na University of California, Berkeley a je vedoucím Lawrence Berkeley National Laboratory.
Od 21. ledna 2009 do 22. dubna 2013 byl ministrem energetiky USA ve vládě Baracka Obamy.

## Osobní život
Kromě své vědecké kariéry se také vážně věnuje nejrůznějším sportům, včetně baseballu, plavání a cyklistiky. V současné době je ženatý s Jean Chu, fyzičkou vystudovanou v Oxfordu. Jean Chu byla dříve provdána za jiného fyzika ze Stanfordu, Alexandera Fettera. Jean a Steven se vzali krátce poté, co Steven obdržel Nobelovu cenu.
Chuův mladší bratr, Morgan Chu, je bývalým Co-Managing partnerem v advokátní kanceláři Irell & Manella LLP. Jeho starší bratr, Gilbert Chu, je profesor a výzkumník biochemie a lékařství na Stanfordově univerzitě.
Chu byl hlavním řečníkem 134. slavnostního zahájení Bostonské univerzity, které se konalo 20. května 2007.